# Sainte-Luce-sur-Loire
 Sainte-Luce-sur-Loire  (en galó Saentt-Luce-sur-Loère) es una comuna y población de Francia, en la región de País del Loira, departamento de Loira Atlántico, en el distrito de Nantes y cantón de Carquefou.
Su población municipal en 2021 era de 15 527 habitantes. Forma parte de la aglomeración urbana de Nantes.
Está integrada en Nantes Métropole.

## Demografía
| 890 | 908 | 909 | 981 | 1 027 | abs. | 1 024 | 939 | 1 045 | 1 087 | 1 110 | 1 045 | 1 119 | 1 133 | 1 122 | 1 133 | 1 144 | 1 148 | 1 193 | 1 112 | 1 105 | 1 116 | 1 220 | 1 278 | 1 417 | 1 961 | 2 929 | 3 420 | 5 939 | 8 399 | 9 648 | 11 261 | 11 776 | 12 699 | 15 247 | 15 527 |
| Para los censos de 1962 a 1999 la población legal corresponde a la población sin duplicidades (Fuente: INSEE [Consultar]) |     |     |     |       |      |       |     |       |       |       |       |       |       |       |       |       |       |       |       |       |       |       |       |       |       |       |       |       |       |       |        |        |        |        |        |